# 饵块

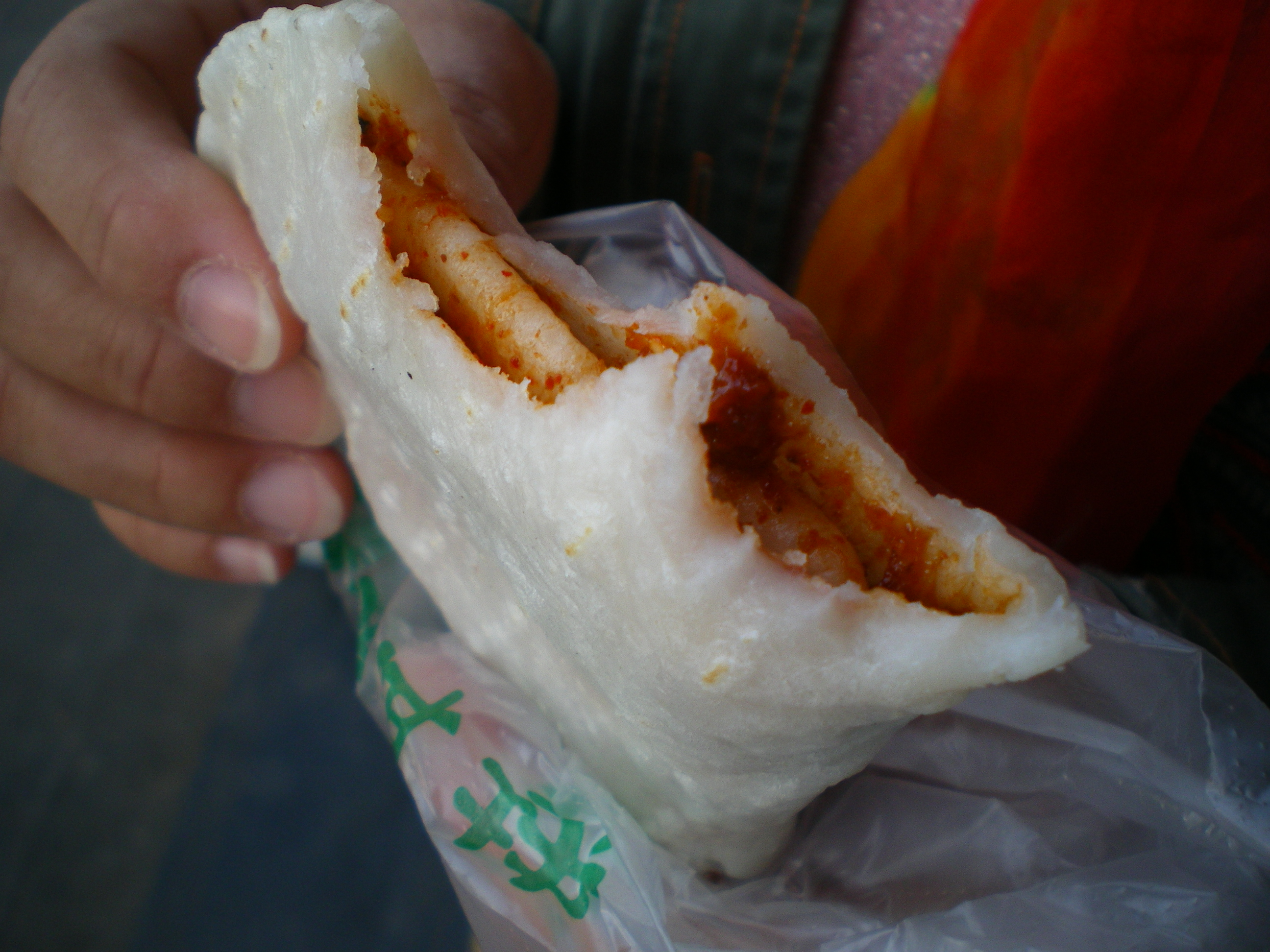
云南昆明小摊的烧饵块

饵块是中国云南和贵州地区的一种小吃。

## 概述
以大米为原料，一般是把米煮熟后，舂成各种形状。主要形状有块状、薄饼状及丝状，丝状的也被称为“饵丝”。饵块储存、运输比较方便，吃法也很多，可以切片、切丝，烤、蒸、煮、炒等均可，深受当地大众喜爱。

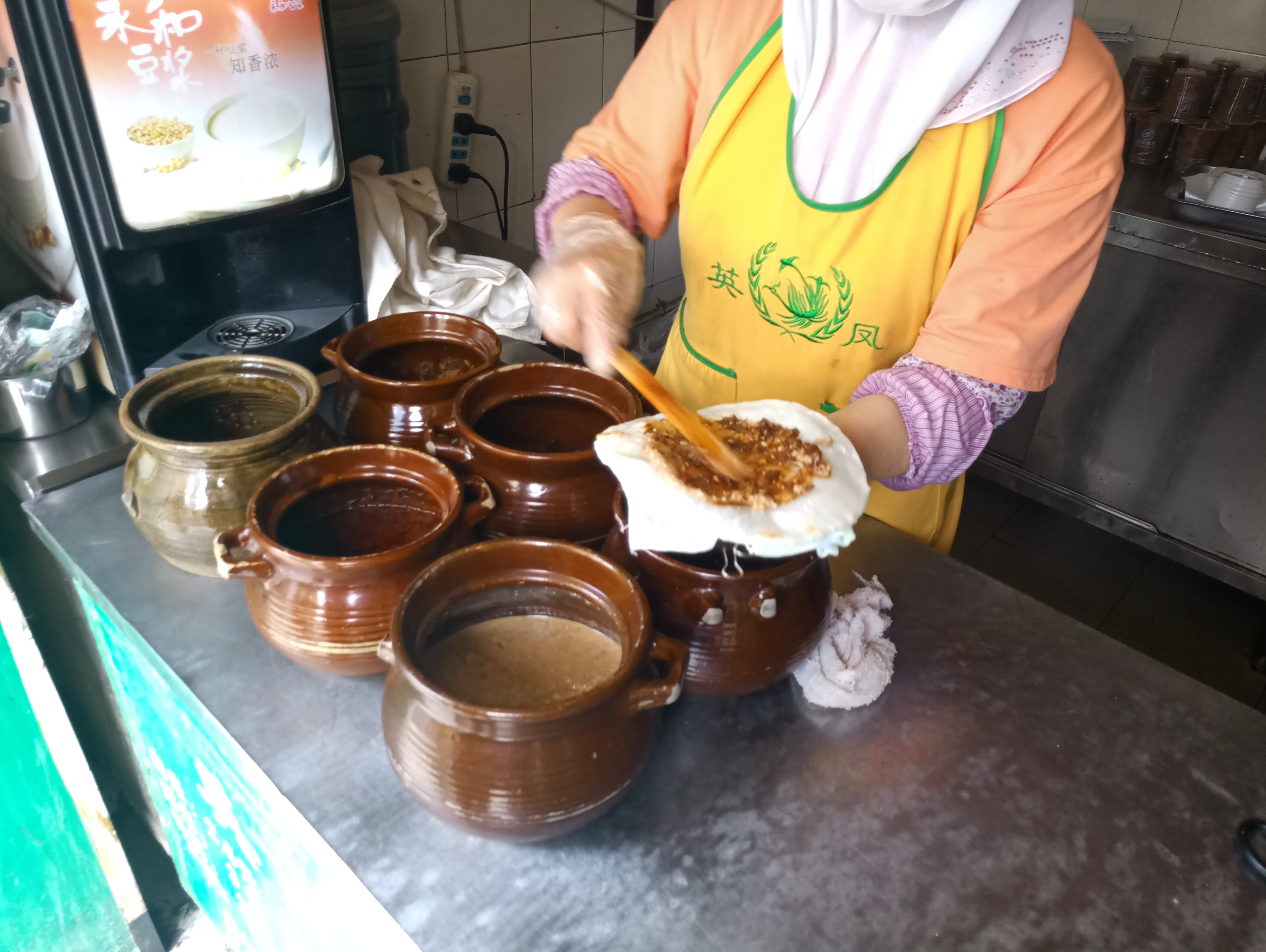
饵块烤好后正在进行酱料的涂抹
市场上售卖的三种形状的饵块
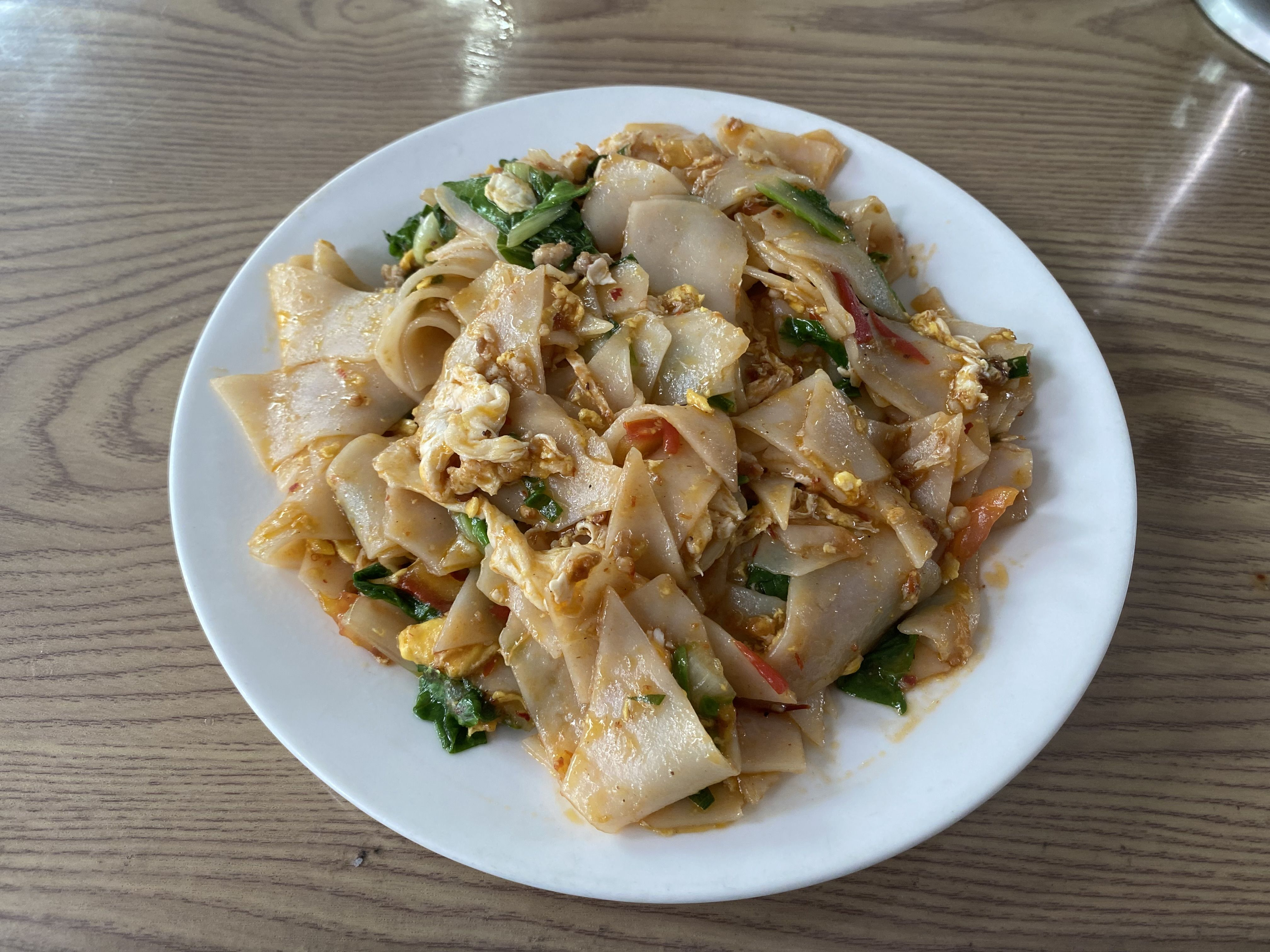
腾冲大救驾，即炒饵块